# Hợp Phố
Hợp Phố (chữ Hán: 合浦), trước đây gọi là Liêm Châu, là một huyện thuộc địa cấp thị Bắc Hải, Khu tự trị dân tộc Choang Quảng Tây, Trung Quốc. Huyện này có diện tích 2.380 km², dân số năm 2003 đạt 930.914 người, huyện lị là trấn Liêm Châu (廉洲)

## Lịch sử
Khoảng 5.000 năm trước, trong thời kỳ đồ đá mới tại khu vực Hợp Phố ngày nay đã có những hoạt động của con người. Tại di chỉ khảo cổ Tây Sa Pha người ta đã khai quật được các loại rìu đá, dao đá, những công cụ nguyên thủy của con người. Trước khi nhà Tần thống nhất Trung Quốc, Hợp Phố là vùng đất của Bách Việt. Năm thứ 33 thời Tần Thủy Hoàng (214 TCN), quân đội Tần thống nhất Lĩnh Nam, lập ra Nam Hải, Quế Lâm, và Tượng Quận. Hợp Phố thuộc về Tượng Quận. Năm Nguyên Đỉnh thứ 6 thời Hán Vũ Đế (111 TCN), quân đội Tây Hán xâm chiếm Nam Việt, lấy vùng giáp giới Nam Hải, Tượng Quận lập ra quận Hợp Phố, với thủ phủ quận đặt tại Từ Văn (nay là huyện Từ Văn địa cấp thị Trạm Giang tỉnh Quảng Đông), đồng thời thiết lập huyện Hợp Phố.
Năm Hoàng Vũ thứ 7 (228) thời Tam Quốc, Đông Ngô đổi quận Hợp Phố thành quận Châu Quan, nhưng chẳng bao lâu sau lại đổi về tên cũ. Năm Trinh Quan thứ 8 (634) thời Đường Hợp Phố được gọi là Liêm Châu. Năm Chí Nguyên thứ 17 (1280), nhà Nguyên đổi thành tổng quản phủ Liêm Châu. Từ năm Hồng Vũ thứ nhất (1368) thời Minh cho tới thời Thanh người ta lập phủ Liêm Châu, trực thuộc tỉnh Quảng Đông. Thời kỳ Trung Hoa dân quốc (1911-1949), huyện Hợp Phố trước sau thuộc về đạo Khâm Liêm, tỉnh Quảng Đông, là khu nam của công sở Tuy Tĩnh cùng công sở chuyên viên khu hành chính đốc sát số 8.
Thời kỳ Cộng hòa Nhân dân Trung Hoa:
- Tháng 12 năm 1949, huyện Hợp Phố thuộc quyền quản lý của chính quyền mới, trực thuộc tỉnh Quảng Đông.
- Ngày 10 tháng 5 năm 1951 các hương, trấn thuộc huyện Hợp Phố là 2 trấn Bắc Hải Đông, Bắc Hải Tây cùng 2 hương Cao Đức, Vi Châu tách ra để thành lập huyện cấp thị Bắc Hải trực thuộc tỉnh Quảng Đông.
- Năm 1952, Hợp Phố được bàn giao cho tỉnh Quảng Tây.
- Năm 1955 lại bàn giao cho tỉnh Quảng Đông, tới năm 1965 lại trở về Quảng Tây, thuộc về chuyên khu Khâm Châu. Tháng 7 năm 1987 huyện Hợp Phố trực thuộc Bắc Hải. Tháng 3 năm 1988, Quốc vụ viện CHND Trung Hoa phê chuẩn trở thành huyện mở vùng duyên hải.
- Ngày 17 tháng 12 năm 1994, từ huyện Hợp Phố tách ra các trấn như Phúc Thành về quận Ngân Hải; hai trấn Nam Khang, Doanh Bàn về quận Thiết Sơn Cảng.

## Phân chia hành chính
Huyện Hợp Phố hiện tại chia ra thành:
- 14 trấn: Liêm Châu, Đảng Giang, Sa Cương, Tây Trường, Ô Gia, Tinh Đảo Hồ, Thạch Loan, Thạch Khang, Thường Lạc, Áp Khẩu, Công Quán, Bạch Sa, Sơn Khẩu, Sa Điền.
- 1 hương: Khúc Chương.